# Comunidade cigana de Sousa
A comunidade cigana de Sousa consiste de três assentamentos (conhecidos localmente como ranchos) ao longo da rodovia BR 230, no município de Sousa, no estado da Paraíba, no Brasil. Formada por ciganos da etnia caló, a comunidade surgiu da sedentarização de grupos até então nômades ou seminômades em meados do ano de 1982, possibilitada através da atuação conjunta entre o então deputado federal Antônio Mariz e os chefes das comunidades.

## Descrição
Considerada a maior do Brasil, a comunidade cigana de Sousa soma aproximadamente 600 pessoas, divididas em ao menos três núcleos populacionais distintos. Dois deles, conhecidos como Rancho de Cima e Rancho de Baixo, situam-se a cerca de três quilômetros do Centro da cidade, enquanto que um terceiro, de constituição mais recente, encontra-se a aproximadamente um quilômetro destes. Cada um dos agrupamentos é encabeçado por um presidente, que é responsável pela resolução de conflitos internos e representação da comunidade junto às autoridades municipais. A sociedade é profundamente patriarcal, sendo os chefes de família responsáveis pela organização da vida pública, enquanto que, às mulheres, é reservada a vida doméstica.
A divisão entre os Ranchos de Cima e de Baixo não é necessariamente espacial. Antes, refere-se à ligação de cada um dos ciganos aos líderes dos respectivos assentamentos. Fisicamente, entretanto, a cisão pode ser analisada em termos estruturais: enquanto o Rancho de Cima possui uma infraestrutura minimamente adequada, o Rancho de Baixo tem-na extremamente deficitária, com esgotos correndo a céu aberto e a prevalência de casas de pau a pique. Este fator, entretanto, não é percebido como preponderante para a distinção pelos integrantes dos grupos. Seja como for, ambas as comunidades mantêm, entre si, forte fluxo populacional, possibilitado por laços maritais.
Apesar de predominantemente endogâmicos, não são incomuns os casamentos com jurons, como são conhecidos internamente os não ciganos. Nestes casos, é esperado que os elementos anteriormente estranhos à comunidade se integrem à cultura e às tradições ciganas, passando a ser reconhecidos como ciganos pelos ciganos natos. Os ex-jurons podem, inclusive, galgar os postos máximos da organização política dos assentamentos, tornando-se presidentes.
No que diz respeito à religiosidade, a maioria dos ciganos de Souza professa o catolicismo, sendo comum a prática dos sacramentos. Ademais, são frequentes as manifestações de piedade popular, como romarias, promessas e devoções típicas do Sertão paraibano, como o culto a Frei Damião e Padre Cícero.
A língua de expressão predominante é o português, estando o caló tradicionalmente reservado às ocasiões em que se queira esconder o conteúdo da conversa a não ciganos. A sedentarização, entretanto, erodiu consideravelmente a proficiência no idioma, na medida em que diminiu o contato com o mundo exterior e, consequentemente, as ocasiões em que se o utilizava. Apesar do conhecimento do idioma ser ainda generalizado entre os mais velhos, entre os mais jovens é menor a proficiência, sendo comum o desconhecimento dos termos calós para palavras de uso cotidiano, como braço, perna e mão. Em qualquer dos casos, entretanto, o caló falado pela comunidade é profundamente influenciado pelo português, tendo chegado a um nível de erosão linguística tal que, para alguns estudiosos, poderia ser considerado um anticrioulo.